# Meilenstein (Wimmelburger Hölzchen)

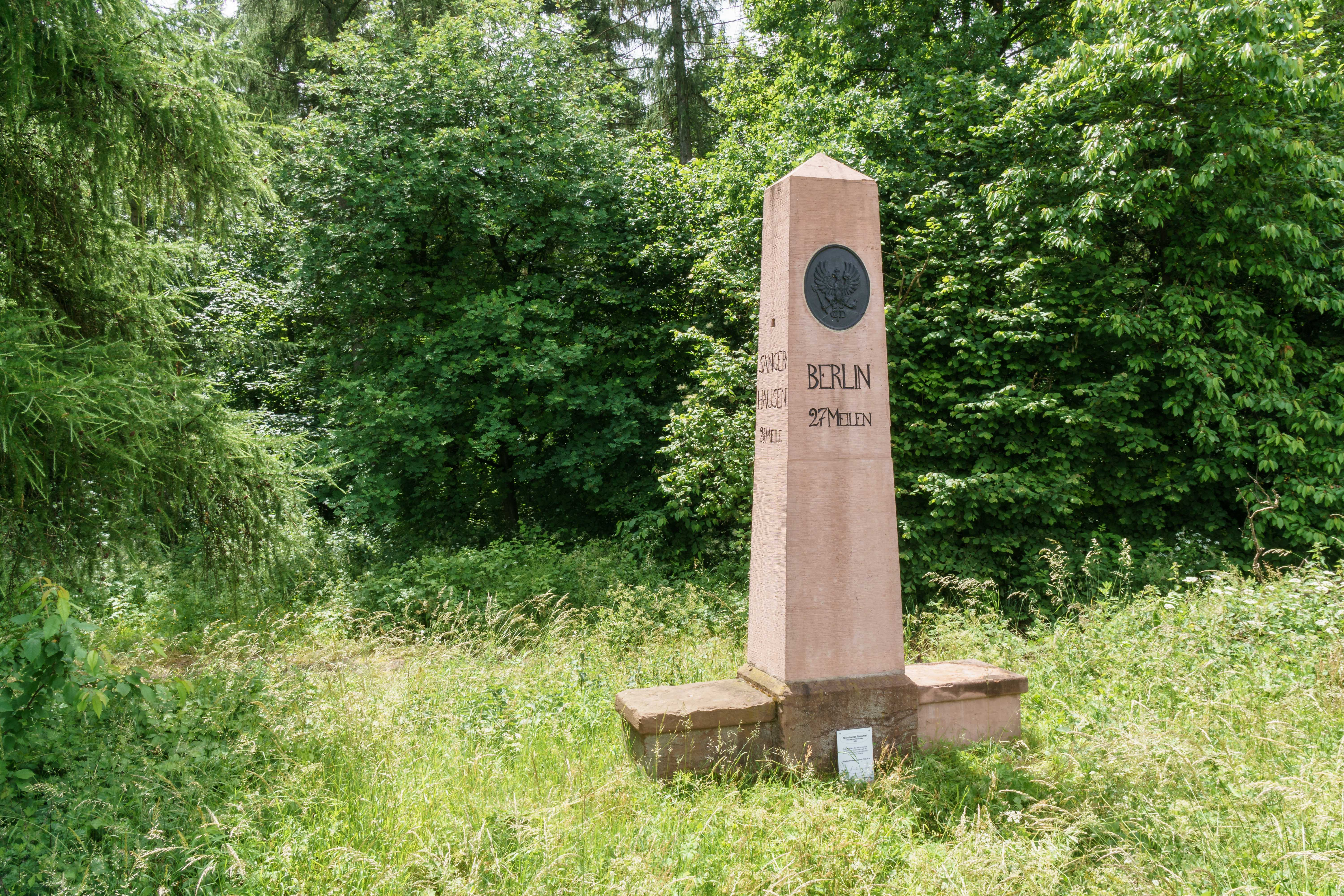
Preussischer Ganzmeilenobelisk bei Wimmelburg

Der Meilenstein am Wimmelburger Hölzchen ist ein Kleindenkmal in der Verbandsgemeinde Mansfelder Grund-Helbra im Landkreis Mansfeld-Südharz in Sachsen-Anhalt.
Der Ganzmeilenobelisk westlich bei Wimmelburg an der Landesstraße 151 (vormals Bundesstraße 80) hat eine besondere Geschichte, da er sich erst seit dem Jahr 2003 wieder hier befindet. Das Originalstück musste im Jahr 1983 geborgen werden und steht auf dem Kronenfriedhof in der benachbarten Lutherstadt Eisleben, wo es wegen statischer Probleme verbleiben soll. Vom einstigen Meilenstein ist nur die eine der beiden Ruhebänke sowie der Basisstein am Originalstandort erhalten. Alles andere ist eine Nachbildung aus Beton. In den 1990er Jahren hatte man beide Sitzbänke geborgen und wieder an der Straße aufgestellt, doch wurde später eine der beiden gestohlen.
Neben der üblichen preußischen Adlerplatte finden sich die Angaben Berlin 27 Meilen, da er zur preußischen Chaussee Berlin–Kassel gehört, die in diesem Teilstück von Langenbogen nach Nordhausen in den Jahren 1824 bis 1826 erbaut wurde, Eisleben 1/2 Meile, nach der nahe gelegenen Stadt östlich von Wimmelburg und Sangerhausen 2 1/8 Meile, nach der nächsten Stadt westlich von Wimmelburg.  Eine preußische Meile entspricht 7,532 Kilometern, wir befinden uns hier also mehr als 203 Kilometer vom Dönhoffplatz in Berlin entfernt, an dem diese Chaussee ihren Ursprung hat.
Der originale Obelisk war einst von Ost nach West dritter Meilenstein auf der Flur von Wimmelburg, wobei sein östlicher Nachbar, der Viertelmeilenstein an der Dorfbreite ebenso erhalten ist, wie der westliche Nachbar, der Viertelmeilenstein an der Birkenschäferei. Nur der Halbmeilenstein nahe der Stadtgrenze zu Eisleben ist, vermutlich schon seit dem Jahr 1905, verschwunden. Im Jahr 1947 wurde er umgefahren und war so noch stärker den Witterungseinflüssen ausgesetzt. Deshalb war eine Bergung die einzige Möglichkeit, ihn vor der völligen Zerstörung zu retten. Im Jahr 2003 wurde daher hier eine Kopie errichtet.
Auch die Nachbildung steht unter Denkmalschutz und ist im Denkmalverzeichnis mit der Nummer 094 08227 eingetragen.